# ديفيد غينسبيرغ
ديفيد غينسبيرغ (بالإنجليزية: David Ginsburg) هو محامي أمريكي، ولد في 20 أبريل 1912 في مانهاتن في الولايات المتحدة، وتوفي في 23 مايو 2010 في الإسكندرية في الولايات المتحدة.